# Blyxa aubertii
Blyxa aubertii es una especie de Liliopsida del género Blyxa, de la familia Hydrocharitaceae, del orden Alismatales.

## Distribución
Blyxa aubertii se distribuye por Andaman Is., Assam, Bangladés, Borneo, Caroline Is., China, Hainan, India, Japón, Java, Corea, Madagascar, Malaya, Maluku, Mozambique, Myanmar, Nansei-shoto, Nepal, Nueva Guinea, Territorio del Norte, Filipinas, Queensland, Sri Lanka, Sumatra, Taiwán, Tanzania, Tailandia, Vietnam, Himalaya del este, Australia.

## Taxonomía
Fue descrita científicamente por Rich.. Fue publicado por primera vez en Mém. Cl. Sci. Math. Inst. Natl. France 1811(2): 19 (1814).